# Ахтубинка
Ахтубинка — село в Харабалинском районе Астраханской области, входит в Хошеутовский сельсовет. Население 296 человек (2014), 92 % из них — казахи.

## Этимология
Существуют несколько гипотез о происхождении названия села, наиболее вероятным кажется происхождение от каз. ақ төбе «белый бугор» или от названия реки Ахтубы, на берегу одного из рукавов которой стоит Ахтубинка. Бытует также легенда, согласно которой в этих местах жил хан, имевший дочь по имени Туба. Девушка полюбила простого пастуха, однако отец не дал разрешения на брак. Туба утопилась в Ашулуке, и её отец воскликнул: «Ах, Туба, ах, Туба, что же ты наделала?».

## История
До революции Ахтубинка была небольшим казахским аулом с саманными домами. Местные жители в основном работали батраками у баев. В 1919 году после установления Советской власти в селе появился первый учитель — Тажагали Джумалиев. В 1929 году в селе был образован колхоз «XI годовщина Октября», первым председателем которого стал Абулкаир Утепбергенов. Колхоз специализировался на животноводстве, при нём действовала молочно-товарная ферма, на которой вручную производили брынзу, сыр, шуват, кумыс, масло.
В 1930 году в селе впервые открылась школа, поначалу работавшая в нескольких ранее жилых домах, специально отведённых для занятий. Дети стали получать семилетнее образование. Обучение велось на казахском языке, им владели и дети нескольких русских семей Ахтубинки — Ерофеевых, Карякиных, Акимочкиных. Два года спустя в селе организовался Ахтубинский сельский совет во главе с Беккали Джалмурзиным. Были организованы изба-читальня и клуб, в котором ставились сценки на казахском языке. В 1935 году началось строительство нового здания школы, брёвна для её строительства переправлялись вплавь с другого берега Ашулука. Строительство продолжалось в течение года и закончилось к сентябрю 1936 года. Первым директором школы стал Галим Мансуров. Позднее её возглавляли Галим Утешев, Муса Юсупов и Халима Дюсембаева.
В 1941 году жителей Ахтубинки стали призывать на фронт. Первыми на войну отправились Е. Уразахов, К. Дурманов и директор школы Г. Мансуров. Всего в войне участвовало 187 жителей села, живыми вернулись немногие. В селе установлен памятник ахтубинцам — участникам Великой Отечественной войны.
В 1951 году ахтубинский колхоз «XI годовщина Октября» был объединён с колхозами «Ялкон» села Лапас и «1 августа» села Хошеутово, новообразованный колхоз получил название «Заря коммунизма».

## География
Село находится в Волго-Ахтубинской пойме в восточной части Астраханской области, в зоне полупустыни, на левом берегу реки Ашулук. Ближайшие к Ахтубинке города — Харабали, Астрахань, Ахтубинск, Атырау.
Абсолютная высота территории, занимаемой селом, составляет около 20 метров ниже уровня моря.
Уличная сеть села состоит из пяти именованных проездов — улиц Береговой, Въездной, Мира, Степной и Школьной.
Часовой пояс
Ахтубинка, как и вся Астраханская область, находится в часовой зоне МСК+1. Смещение применяемого времени относительно UTC составляет +4:00.
Климат
умеренный, резко континентальный, характеризуется высокими температурами летом и низкими — зимой, малым количеством осадков, а также большими годовыми и летними суточными амплитудами температуры воздуха.

## Население
| 2002 | 2010 | 2011 | 2012 | 2013 | 2014 |
| ---- | ---- | ---- | ---- | ---- | ---- |
| 286  | ↗417 | ↘292 | ↗293 | ↗294 | ↗296 |

Национальный и гендерный состав
По данным Всероссийской переписи в 2010 году, численность населения составляла 417 человек (215 мужчин и 202 женщины, 51,6 и 48,4 %% соответственно).
Согласно результатам переписи 2002 года, в национальной структуре населения казахи составляли 99 % от общей численности населения в 288 жителей.
| Национальность | Численность (2010) | Процент |
| -------------- | ------------------ | ------- |
| Казахи         | 388                | 91,9%   |
| Русские        | 11                 | 2,6%    |
| Даргинцы       | 6                  | 1,4%    |
| Чеченцы        | 5                  | 1,2%    |
| Каракалпаки    | 4                  | 0,9%    |
| Ногайцы        | 4                  | 0,9%    |
| Татары         | 4                  | 0,9%    |
| Всего          | 422                | 100%    |

### Известные уроженцы
- Бабаев, Наби Хаиршахович (род. 1934) — Герой Социалистического Труда.
- Даиров, Музаппар Даирович (1915—1995) — советский казахстанский политик.
- Ерофеев, Владимир Алексеевич (род. 1933) — поэт и журналист[14].

## Инфраструктура
В советское время было развито коллективное сельское хозяйство. Ещё в 1930 году начала работать школа, в 1932 году появилась изба-читальня и клуб. В 1969 году в селе была открыта библиотека на базе сельского Дома культуры. Она действует и в 2020 году, является филиалом Харабалинской централизованной системы

## Транспорт
Выезд на автодорогу регионального значения Волгоград — Астрахань (идентификационный номер 12 ОП РЗ 12Р 001).